# Eragrostis milnei
Eragrostis milnei är en gräsart som beskrevs av Georg Oskar Edmund Launert och Thomas Arthur Cope. Eragrostis milnei ingår i släktet kärleksgrässläktet, och familjen gräs.
Artens utbredningsområde är Zambia. Inga underarter finns listade i Catalogue of Life.